# Ópera Margrave
A Ópera Margrave (em alemão:  Markgräfliches Opernhaus), é um teatro barroco na cidade de Bayreuth, na Alemanha.
Foi construída entre 1744 e 1748 por Joseph Saint-Pierre. O interior foi desenhado por Giuseppe Galli Bibiena com o seu filho Carlos de Bolonha, em estilo barroco tardio.
A grande profundidade do palco (27 metros) atraiu Richard Wagner, que mais tarde desenhou o seu Bayreuth Festspielhaus também em Bayreuth.

## Um Vislumbre da História[1]
O Teatro Margravial foi encomendado por Guilhermina da Prússia, Marquesa de Brandemburgo-Bayreuth, em 1744, sendo um exemplo notável da arquitetura teatral barroca. Projetado pelo renomado arquiteto teatral italiano Giuseppe Galli Bibiena e seu filho Carlo, a construção estendeu-se por quatro anos, culminando na sua inauguração a 12 de setembro de 1748. A primeira performance foi a ópera 'Artaserse' de Johann Adolf Hasse.

### Significado Arquitetónico
Distinguido pela sua arquitetura barroca original, o Teatro Margravial possui vários elementos de design únicos. Ao contrário dos teatros típicos da época, oferecia camarotes privados para todos os patronos, refletindo uma abordagem de design democrática. O interior é adornado com cenas mitológicas ornamentadas em folha de ouro contra fundos brancos, e o teto do auditório apresenta uma pintura do Olimpo. O palco está equipado com maquinaria de madeira intricada que permitia mudanças rápidas de cena, uma característica muito avançada para a sua época.

### Restauração e Preservação
Entre 2012 e 2018, o teatro sofreu uma extensa restauração para preservar os seus materiais e arquitetura históricos, enquanto foi atualizado para cumprir as normas de segurança modernas. Esta complexa restauração envolveu a conservação de elementos originais como as paredes de lona pintada e a maquinaria de palco de madeira, exigindo uma abordagem multidisciplinar por parte de especialistas em arquitetura, história da arte e ciência da conservação.

### Visitar o Teatro Margravial
O Teatro Margravial está aberto ao público, oferecendo visitas guiadas que destacam a sua significância arquitetónica e histórica. Além disso, acolhe vários eventos culturais, incluindo concertos e espetáculos, proporcionando aos visitantes uma experiência histórica imersiva.

### Significado Cultural
Reconhecido como Património Mundial da UNESCO, o Teatro Margravial é um testemunho do património cultural de Bayreuth e exemplifica uma apreciação duradoura pelas artes. Continua a ser um marco cultural onde os visitantes podem experienciar a convergência de arquitetura histórica e inovação artística.